# Othmar Birkner
Othmar Birkner (* 31. August 1937 in Wien; † 29. Dezember 2020 in Basel) war ein Schweizer Heimatforscher, der sich unter anderem mit Denkmälern in Österreich und der Region Basel beschäftigte.

## Publikationen (Auswahl)
- Die bedrohte Stadt: Cholera in Wien. Deuticke, Wien 2002, ISBN 3-7005-4670-X.
- Bauen und Wohnen in Basel (1850–1900). Helbing und Lichtenhahn, Basel 1981, ISBN 3-7190-0793-6.
- Basler Architektur-Zeichnungen 1820–1920. 1988. Birkhäuser, Basel u. a. 1988, ISBN 3-7643-1971-2.
- Friedhof – Bestattungspark – Volksgarten. In: Öffentlichen Basler Denkmalpflege, Gustav Gissler (Hrsg.): Gärten in Basel – Geschichte und Gegenwart. Stadt- u. Münstermuseum, Basel 1980, ISBN 3-85556, S. 44.
- Die obere Hauensteinlinie: Bahnbauten seit 1853. Scheidegger & Spiess, Zürich 2009, ISBN 978-3-85881-287-2.
- Alexander Koch: Englandschweizer und Stilpluralist, In: Zeitschrift für schweizerische Archäologie und Kunstgeschichte, Bd. 29, 1972, S. 131–140 (Digitalisat)
- INSA Inventar der neueren Schweizer Architektur 1850–1920:
  - Othmar Birkner: Aarau. In: Gesellschaft für Schweizerische Kunstgeschichte (Hrsg.): INSA Inventar der neueren Schweizer Architektur 1850–1920. Band 1. GSK, Bern 1984, ISBN 3-280-01509-X, S. 79–169, doi:10.5169/seals-1273 (91 S. 299 Abb., e-periodica.ch).
  - Othmar Birkner, Hanspeter Rebsamen: Basel. In: Gesellschaft für Schweizerische Kunstgeschichte (Hrsg.): INSA Inventar der neueren Schweizer Architektur 1850–1920. Band 2. GSK, Bern 1986, ISBN 3-280-01716-5, S. 25–241, doi:10.5169/seals-3532 (217 S. 327 Abb., e-periodica.ch).
  - Andreas Hauser, Peter Röllin, Berchtold Weber, Othmar Birkner, Werner Stutz: Bern. In: Gesellschaft für Schweizerische Kunstgeschichte (Hrsg.): INSA Inventar der neueren Schweizer Architektur 1850–1920. Band 2. GSK, Bern 1986, ISBN 3-280-01716-5, S. 347–544, doi:10.5169/seals-3534 (198 S. 358 Abb., e-periodica.ch – digibern).
  - Hanspeter Rebsamen, Othmar Birkner, Attilio D’Andrea, Annegret Diethelm: Grenchen. In: Gesellschaft für Schweizerische Kunstgeschichte (Hrsg.): INSA Inventar der neueren Schweizer Architektur 1850–1920. Band 5. Orell Füssli, Zürich 1990, ISBN 3-280-01982-6, S. 23–121, doi:10.5169/seals-6587 (99 S. 178 Abb., e-periodica.ch).
  - Hanspeter Rebsamen, Othmar Birkner, Jörg Mosimann: Liestal. In: Gesellschaft für Schweizerische Kunstgeschichte (Hrsg.): INSA Inventar der neueren Schweizer Architektur 1850–1920. Band 5. Orell Füssli, Zürich 1990, ISBN 3-280-01982-6, S. 385–480, doi:10.5169/seals-6590 (96 S. 138 Abb., e-periodica.ch).
  - Andreas Hauser, Othmar Birkner: Olten. In: Gesellschaft für Schweizerische Kunstgeschichte (Hrsg.): INSA Inventar der neueren Schweizer Architektur 1850–1920. Band 7. Orell Füssli, Zürich 2000, ISBN 3-280-02320-3, S. 277–389, doi:10.5169/seals-8386 (113 S. 109 Abb., e-periodica.ch).